# Jefferson (football, 1983)
Pour les articles homonymes, voir Jefferson.
Jefferson de Oliveira Galvão, ou simplement Jefferson, né le 2 janvier 1983 à São Vicente, est un ancien footballeur brésilien.

## Biographie

### Club
Il commence sa carrière au Brésil au Cruzeiro, puis il évolue au Botafogo.
Il part en Europe en 2005 en signant dans le club turc de Trabzonspor où il jouera peu en 3 saisons, il tentera ensuite sa chance dans un autre club turc celui de Konyaspor.
En 2009 il retourne au Brésil dans le club de Botafogo où il avait évolué avant de partir en Europe.

### Sélection
Il a joué pour les moins de 21 ans de l'équipe nationale du Brésil.
Il a remporté la Coupe du monde de football des moins de 20 ans 2003 avec le Brésil en 2003 aux Émirats arabes unis ainsi que la Coupe des confédérations 2013 avec le Brésil.